# Formigó imprès

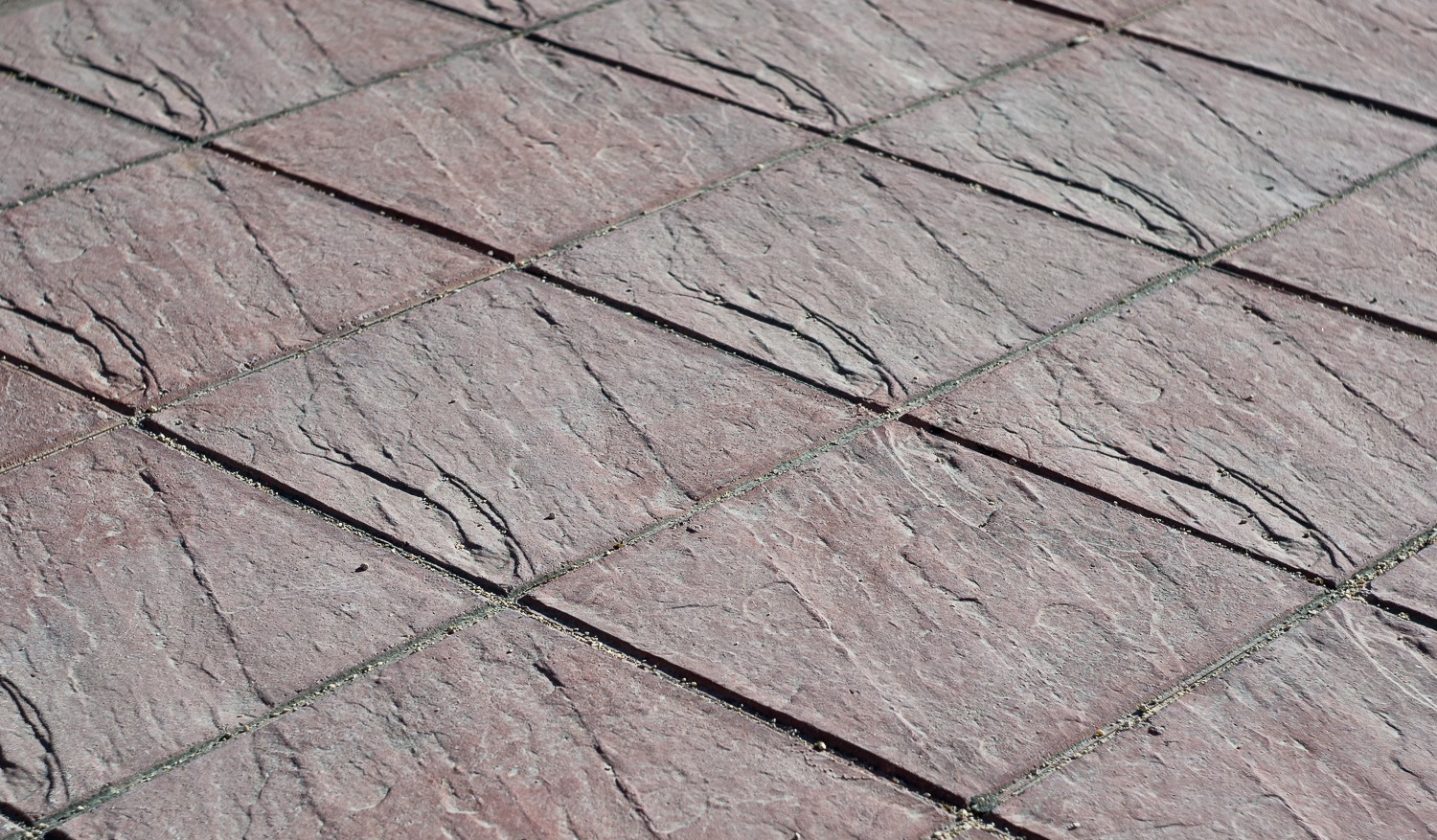
El formigó imprès com a solució ideal per a paviments en interior o exterior, resistent al desgast i a canvis de temperatura gelada/desglaç.

El formigó imprès és un tipus de paviment de formigó al que se li aplica un tractament superficial mitjançant el sistema d'estampar, texturar i acolorir in situ el formigó fresc.

## Introducció
El formigó imprès es coneix des de fa més de 30 anys, però avui està en voga gràcies a l'exuberant gamma de colors i textures, que permeten fer paviments resistents, vistosos i duradors. En ser impermeable, suporta l'atac d'àcids i taques de greix i oli, a més pot utilitzar-se en zones molt castigades pel trànsit, com a voreres, parcs, rampes, recintes firals, etc. Aquests factors, sumats al gairebé nul manteniment, expliquen que triomfi en els habitatges amb jardí, desplaçant als paviments tradicionals.
El formigó imprès en realitat és un paviment continu amb la superfície pigmentada i té un baix relleu, gravat mentre està fresc mitjançant motlles de neoprè que simulen les peces i textures més variades. L'estampat pot imitar llambordes, pedra, rajoles, pissarra o altres superfícies. En ser antilliscant, també dona excel·lents resultats a les zones de circulació per als vianants properes a les piscines.
La clau d'aquest paviment és la capa superficial enduridora i acolorida, que ve en pols ja preparada de fàbrica.
Els avantatges són diversos, però les que es destaquen són: la impermeabilitat, la resistència als rajos UV, la resistència als canvis sobtats de temperatura gelada/desglaç, longitud, el temps d'execució reduït, la diversitat dels tipus de formes i colors i la singularitat del disseny, perquè cada treball de formigó imprès és únic.

## Preparació del terreny
La qualitat de la superfície de suport és un factor de suma importància que afecta el comportament i durabilitat del paviment. En conseqüència, aquesta capa de suport estarà perfectament anivellada i compactada, aconseguint el 100 % d'acord a l'assaig de compactació Proctor. Ha de tenir el grau d'humitat adequat al moment de la col·locació del formigó.
Per poder ser empleat haurà de reunir les següents condicions:
- Haurà de ser estable i no alterar-se a la intempèrie.
- Proporcionar al formigó una coloració uniforme.
- Ser químicament compatible amb la calç i no descompondre's sota l'acció de la mateixa alliberada durant l'enduriment del ciment.
- No alterar les resistències mecàniques del formigó ni l'estabilitat del volum.
- Reaccionar amb el ciment i aigua del formigó, embevent-se en el mateix.
- Dotar de gran resistència superficial al formigó.

### Agent alliberador (release agent) R. A.
Per poder ser empleat haurà de reunir les següents condicions:
- No alterar cap de les propietats del formigó.
- Haurà de ser estable.
- Haurà de ser químicament compatible amb el producte colorant.
- Servirà al formigó com a producte impermeabilizante impedint el pas de l'aigua alhora que li dota de major resistència a les gelades.
- Igualment serà un element de guarit que impedirà la ràpida evaporació de l'aigua del formigó.
- Servirà de material desencofrant per als motlles d'imprimir.

### La resina d'acabat
Per poder ser empleada haurà de reunir les següents condicions:
- Penetrarà dins dels porus del formigó segellant la superfície, formant una capa duradora i resistent a les gelades.
- Millorarà la resistència a l'abrasió.
- Haurà de ser aplicada a una temperatura mínima de 5 °C i màxima de 30 °C.

## El formigó
La fabricació i posada a punt del formigó és la mateixa que la dels formigons utilitzats en edificació, per tant es realitzarà d'acord amb les indicacions de l'article 69 de la vigent Instrucció Espanyola del Formigó Estructural (EHE) o normativa que ho substitueixi.
- La resistència del formigó ha de ser preferentment igual o superior a 220kg/cm², no sent admissible utilitzar formigons amb resistència inferior a 200 kg/cm².
- La relació aigua/ciment no ha de ser superior a 0,55 ja que relacions majors presenten major perill de figuració per retracció.
- La consistència del formigó serà tova.
- El T (grandària màxima de l'àrid) serà preferentment de 12 mm.
- La neteja i qualitat dels àrids ha d'estar regulada per la EHE i en particular l'àrid fi haurà de ser quars o un altre material de, almenys, la mateixa duresa.
- L'aigua de pastat haurà de ser neta i potable, no permetent aquelles que continguin sulfats o hidrats de carboni.

## Ús i manteniment
No s'hauran d'usar solucions àcides o càustiques sobre la superfície acabada. En exteriors no necessita manteniment, però no obstant això, la seva aparença pot ser millorada si es neta i es resella anualment amb un formigó imprès antiamarillento d'un tipus que transpire el vapor d'aigua.

## Galeria

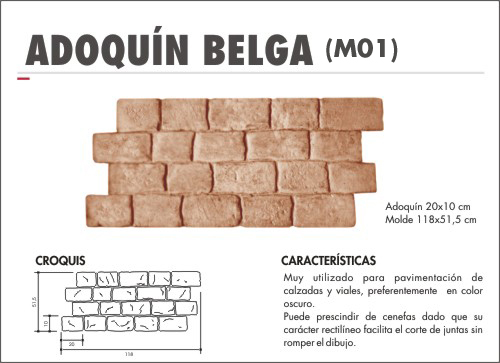
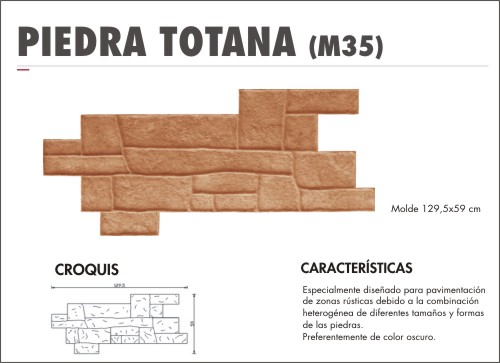
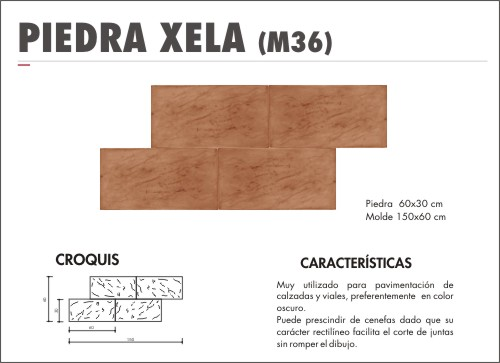
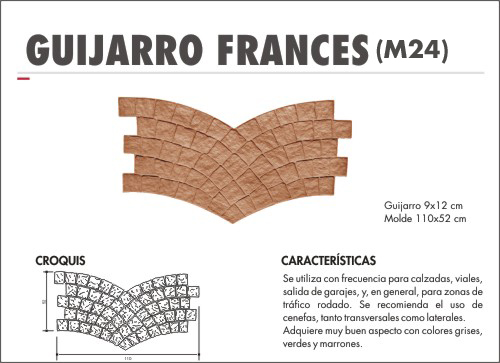